# Штирборт
Штирборт (нидерл. stuurboord, stuur - руль, boord - борт; англ. steerboard, позднее — англ. starboard)  —  правый по ходу движения борт судна. Эквивалентное название для левого борта — бакборт. Штирборт ночью обозначается зелёным навигационным огнём, а бакборт красным.
Термины stuurboord и bakboord берут начало из истоков судоходства. До того как на суда стали устанавливать руль по центру, они управлялись при помощи специального рулевого весла. Это весло держал рулевой, стоявший на корме судна. Однако большинство моряков были правшами. Это означало, что рулевое весло (которое было шире обычного для лучшего управления) прикреплялось к правой части судна. Бакборт назывался так потому, что рулевой (кормчий) при управлении судном на курсе стоял спиной к левому борту. Необходимость привязки названия именно к направлению движения - следствие "симметричности" тогдашних гребных галер. При невозможности развернуться (например, в узких каналах) рулевое весло просто переносилось на другую оконечность судна. Слово англ. starboard (steerboard) происходит от нидерландского глагола sturen, управлять.

## Этимология
Само слово в свою очередь происходит от древнескандинавских слов stýri (руль, от глагола stýra, буквально «находящийся на шлеме») и borð (борт), а слово bakboard от bak — «зад, спина» и borð (борт).